# Бэнкс, Джонатон
Джонатон Бэнкс (англ. Johnathon Banks; род. 22 июня 1982, Детройт, Мичиган, США) — американский боксёр-профессионал, выступавший в тяжёлой весовой категории. Чемпион мира по версии IBO в первом тяжёлом весе (2008). Чемпион Северной Америки по версии NABF в тяжёлом весе (2010—2012).

## Биография
Когда Джонатон только родился, его дедушка предсказал, что он будет великим боксёром, хоть в детстве Бэнкс увлекался фортепиано. Но желание стать профессиональным боксёром перевесило.
Провёл длительную любительскую карьеру. Трижды становился чемпионом США в полутяжёлом весе.

## Профессиональная карьера

### Первый тяжёлый вес
Дебютировал Бэнкс 30 июля 2004 года, и провёл 11 рейтинговых поединков, в 7 из которых победил нокаутом в 1-м раунде.

#### Бой с Элизео Кастильо
12-й бой провёл против опытного кубинского боксёра, Элизео Кастильо. Опытный кубинец дважды отправлял молодого американца в нокдаун ещё в первом раунде, но Бэнкс сумел выровнять ход поединка, и отправил Кастильо в глубокий нокаут в 4-м раунде, и завоевал титул чемпиона мира по версии WBO NABO.

#### Бой с Заком Пейджем
В 2007 году Бэнкс победил знаменитого джорнимена Зака Пейджа.

#### Бой с Имаму Мэйфилдом
В 2008 году, Бэнкс в первом раунде нокаутировал бывшего чемпиона мира в первом тяжёлом весе, Имаму Мэйфилда.

#### Чемпионский бой с Томашем Адамеком
27 февраля 2009 года, Бэнкс со статистикой 20-0, вышел на чемпионский титул против чемпиона мира в первом тяжёлом весе, Томаша Адамека. В бою за титул чемпиона мира IBF, Бэнкс потерпел своё первое поражение. Томаш нокаутировал Джонатона в 8-м раунде.

### Тяжёлый вес
В июне 2009 года Бэнкс перешёл в тяжёлый вес, и нокаутировал в седьмом раунде британца, Пола Батлина.
В этом же году победил мексиканца Хавьера Мора, и немца, Марселя Целлера.

#### Бой с Трэвисом Уолкером
20 марта 2010 года, Бэнкс нокаутировал Трэвиса Уолкера, и завоевал титул чемпиона Северной Америки по версии NABF.

#### Бой с Джейсоном Гаверном
29 мая 2010 года встретился с Джейсоном Гаверном. Раздельным решением судей была присуждена ничья (113—113, 112—114, 115—111).

#### Бой с Николаем Фиртой
На 14 июля 2012 года, назначен матч Джонатона Бэнкса, с известным американцем, Сетом Митчеллом. В конце апреля Митчелл получил травму, и бой был отменён. Переговоры восстановились, и бой назначили на 15 сентября 2012 года. Но затем снова перевели на другую дату, 6 октября, а затем на 17 ноября 2012 года.

#### Бой с Сетом Митчеллом I
Бой изначально был запланирован на 14 июля, затем на 15 сентября. После этого на 6 октября. Но Сет Митчелл снова получил травму, и поединок четвёртый раз перенесли. На этот раз, на 17 ноября. 17 ноября 2012 года состоялся долгожданный поединок Джонатана Бэнкса, с непобеждённым проспектом, американцем, Сетом Митчеллом (25-0-1). Последние 10 поединков, Митчелл выиграл нокаутом в ранних раундах, хотя соперники его были довольно крепкие и перспективные боксёры. Бэнкс же имел однажды поражение в чемпионском бое в первом тяжёлом весе. В 2010 году свёл вничью бой с джорнименом, а последнюю защиту титула чемпиона Северной Америки провёл против боксёра второго эшелона, которую выиграл лишь по очкам. К тому же Бэнкс готовил к бою, Владимира Кличко, который состоялся всего за неделю до своего собственного, и уровень подготовки самого Бэнкса вызывал сомнения, и учитывая эти факты, прогнозы ещё больше склонялись к победе Сета Митчелла. На кону стояли титулы WBO NABO, принадлежащий Митчеллу, вакантный титул интернационального чемпиона мира по версии WBC, и так же бой имел статус полуфинального отборочного по версии WBC. Коэффициент на победу Митчелла составлял — 1,3. На победу Бэнкса — 4,8.
Бой начался активно. Митчелл действовал первым номером, и наступал на Бэнкса. Джонатан старался отступать, но Сет часто его доставал, входя в ближнюю дистанцию. Первый раунд остался безоговорочно за Митчеллом, который чаще попадал, и был более активен. Второй раунд начался с контроля длинной дистанции. Боксёры держали друг друга джебами. На второй минуте Правым боковым Митчелл точно попал в корпус Бэнкса, после этого, Митчелл сразу ринулся в ближнюю дистанцию, и начал наносить размашистые удары. Бэнкс умело от них увернулся, и поймал Митчелла контратакой, и тут же длинной серией неожиданно отправил в нокдаун Митчелла. После нокдауна Сет пытался спастись в клинчах, но Бэнкс снова длинной серией отправил Митчелла на канвас. Митчел не ожидал потрясения, и шёл на размен, вместо того чтоб принять тактику обороны. В конце второго раунда Бэнкс в третий раз потряс Митчелла, после чего рефери остановил поединок. Бэнкс совершил сенсацию, и стал одним из основных претендентов на титул чемпиона мира по версии WBC.

#### Бой с Сетом Митчеллом II
22 июня 2013 года состоялся второй поединок Джонатана Бэнкса с Сетом Митчеллом. Во втором раунед за счёт толчка Митчелл отправил Бэнкса в лёгкий флеш нокдаун. В третьем раунде Бэнкс сильно потряс Митчелла, но добить не смог. Все последующие раунды были в осторожной манере с небольшим преимуществом Митчелла. По итогам 12-и раундов в не зрелищном бою, победу единогласным решением одержал Сет Митчелл, и взял реванш.

#### Бой с Антонио Тарвером
В начале августа 2014 года стало известно, что Бэнкс подписал контракт на бой с бывшим абсолютным чемпионом мира Антонио Тарвером. Бой состоялся 11 декабря.
На протяжении всего боя доминировал ветеран. В седьмом раунде Тарвер отправил Бэнкса в нокдаун а после пошёл на добивание оппонента и рефери остановил бой.

## Работа тренером
Осенью 2012 года из-за продолжительной болезни Эмануэля Стюарда, стал временным тренером абсолютного чемпиона мира в супертяжёлом весе, Владимира Кличко. После смерти Стюарда, 1 ноября официально представлен в качестве основного тренера Владимира Кличко.
В 2015 году так же стал тренировать британца, Диллиана Уайта. Однако в мае 2016 года Уайт отказался от сотрудничества с Бэнксом, пригласив ему на замену британского тренера Джимми Тиббса.
В мае 2019 года стало известно о начале сотрудничества Бэнкса с казахстанским боксером и экс-чемпионом мира Геннадием Головкиным, незадолго до этого прервавшим контракт со своим многолетним наставником, американским тренером Абелем Санчесом. Первый бой под руководством Бэнкса Головкин проведёт 8 июня 2019 года в Нью-Йорке, США, против канадского боксера Стива Роллса. Также тренирует чемпиона мира в трёх весовых категориях Баду Джека.

## Список поединков
В таблице перечислены результаты всех поединков боксёров.
В каждой строке указан результат поединка. Дополнительно номер поединка обозначен цветом, который обозначает итог поединка. Расшифровка обозначений и цветов представлена в нижеследующей таблице.
| Пример | Расшифровка                     |
| ------ | ------------------------------- |
|        | Победа                          |
|        | Ничья                           |
|        | Поражение                       |
|        | Планируемый поединок            |
|        | Поединок признан несостоявшимся |
| КО     | Нокаут                          |
| ТКО    | Технический нокаут              |
| PTS    | Решение судей (по очкам)        |
| UD     | Единогласное решение судей      |
| MD     | Решение большинства судей       |
| SD     | Раздельное решение судей        |
| RTD    | Отказ от продолжения боя        |
| DQ     | Дисквалификация                 |
| NC     | Поединок признан несостоявшимся |

| Результат | Оппонент          | Показатели оппонента | Тип | Раунд, Время | Дата             | Место                        | Дополнительно                                                                             |
| 29-3-1    | Антонио Тарвер    | 30-6                 | TKO | 7 (10)       | 11 декабря 2014  | Темекьюла, США               | Бэнкс в нокдауне во 2 раунде.                                                             |
| 29-2-1    | Сет Митчелл       | 25-1-1               | UD  | 12           | 22 июня 2013     | Нью-Йорк, США                | 112-115, 109-117, 112-114. Потерял титул WBC International. Бэнкс в нокдауне во 2 раунде. |
| 29-1-1    | Сет Митчелл       | 25-0-1               | TKO | 2 (12)       | 17 ноября 2012   | Атлантик-Сити, США           | Претендентский бой WBC в суперетяжёлом весе. Выиграл титулы WBC International и NABO.     |
| 28-1-1    | Николай Фирта     | 20-9-1               | UD  | 12           | 18 февраля 2012  | Мюнхен, Германия             | 120-108, 119-109, 119-109. Защитил титул NABF в супертяжёлом весе.                        |
| 27-1-1    | Ивица Бакурин     | 11-1-1               | KO  | 6            | 10 сентября 2011 | Вроцлав, Польша              |                                                                                           |
| 26-1-1    | Джулиус Лонг      | 15-15                | UD  | 10           | 2 июля 2011      | Флинт (Мичиган), США         | 100-88, 99-87, 99-87                                                                      |
| 25-1-1    | Сауль Монтана     | 52-15                | UD  | 12           | 11 сентября 2010 | Франкфурт-на-Майне, Германия | 118-109, 117-110, 116-111. Защитил титул NABF в супертяжёлом весе.                        |
| 24-1-1    | Джейсон Гаверн    | 19-7-3               | SD  | 12           | 29 мая 2010      | Гельзенкирхен, Германия      | 113-113, 112-114, 115-111. Защитил титул NABF в супертяжёлом весе.                        |
| 24-1      | Трэвис Уокер      | 34-3-1               | TKO | 6            | 20 марта 2010    | Дюссельдорф, Германия        | Выиграл титул NABF в супертяжёлом весе.                                                   |
| 23-1      | Марсель Целлер    | 22-5                 | TKO | 1            | 12 декабря 2009  | Берн, Швейцария              |                                                                                           |
| 22-1      | Хавьер Мора       | 22-4-1               | MD  | 8            | 26 сентября 2009 | Лос-Анджелес, США            | 78-74, 79-73, 76-76.                                                                      |
| 21-1      | Пол Батлин        | 12-9                 | KO  | 7            | 20 июня 2009     | Гельзенкирхен, Германия      |                                                                                           |
| 20-1      | Томаш Адамек      | 36-1                 | TKO | 8            | 27 февраля 2009  | Ньюарк (Нью-Джерси), США     | Бой за титул IBF в первом тяжёлом весе.                                                   |
| 20-0      | Винченцо Росситто | 36-5-2               | MD  | 12           | 12 июля 2008     | Гамбург, Германия            | Выиграл титул IBO в первом тяжёлом весе.                                                  |
| 19-0      | Имаму Мэйфилд     | 25-8-2               | TKO | 1            | 23 февраля 2008  | Нью-Йорк, США                |                                                                                           |
| 18-0      | Деррик Браун      | 13-3-3               | UD  | 12           | 15 ноября 2007   | Плимут (Мичиган), США        | 118-108, 119-107, 117-109. Защитил титул WBO NABO в первом тяжёлом весе.                  |
| 17-0      | Гонсало Энрикес   | 15-7                 | TKO | 4            | 7 июля 2007      | Кёльн, Германия              | Выиграл титул WBO NABO в первом тяжёлом весе.                                             |
| 16-0      | Ллойд Брайан      | 22-15                | TKO | 3            | 18 мая 2007      | Мемфис (Теннесси), США       |                                                                                           |
| 15-0      | Ральф Ример       | 6-4-1                | TKO | 1            | 10 марта 2007    | Мангейм, Германия            |                                                                                           |
| 14-0      | Зак Пейдж         | 12-9                 | UD  | 8            | 25 января 2007   | Лас-Вегас, США               | 79-73, 79-73, 78-74.                                                                      |
| 13-0      | Себастьян Хилл    | 10-13-1              | KO  | 2            | 16 декабря 2006  | Детройт, США                 |                                                                                           |
| 12-0      | Элизео Кастильо   | 20-1-1               | KO  | 4            | 26 июля 2006     | Нью-Йорк, США                | Выиграл титул WBO NABO в первом тяжёлом весе.                                             |
| 11-0      | Себастьян Хилл    | 10-10-1              | TKO | 1            | 10 марта 2006    | Детройт, США                 |                                                                                           |
| 10-0      | Майк Уорд         | 3-0-1                | KO  | 5            | 2 февраля 2006   | Детройт, США                 |                                                                                           |
| 9-0       | Джо Джонсон       | 6-8                  | KO  | 1            | 4 ноября 2005    | Оберн-Хиллс, США             |                                                                                           |
| 8-0       | Рузвельт Джонсон  | 4-4                  | KO  | 1            | 13 августа 2005  | Оберн-Хиллс, США             |                                                                                           |
| 7-0       | Рэймонд МакЛамор  | 3-7-1                | KO  | 1            | 9 июля 2005      | Гранд-Рапидс, США            |                                                                                           |
| 6-0       | Абдул Шабазз      | 1-0                  | KO  | 1            | 29 апреля 2005   | Оберн-Хиллс, США             |                                                                                           |
| 5-0       | Антерио Вайнс     | 4-4                  | KO  | 1            | 28 января 2005   | Уоррен (Мичиган), США        |                                                                                           |
| 4-0       | Карл Гэтрайт      | 2-5                  | UD  | 4            | 27 ноября 2004   | Райзинг-Сан, США             | 40-36, 40-36, 40-36.                                                                      |
| 3-0       | Трэвис Мор        | 0-1                  | KO  | 1            | 27 октября 2004  | Уоррен (Мичиган), США        |                                                                                           |
| 2-0       | Тихомир Дукич     | Дебют                | UD  | 4            | 23 сентября 2004 | Темекьюла, США               | 39-37, 40-36, 40-36.                                                                      |
| 1-0       | Деандре МакКоул   | 3-7-3                | UD  | 4            | 30 июля 2004     | Анкасвилл, США               | 40-36, 40-36, 40-36.                                                                      |